# Constantin Luck
Constantin Luck (* 4. Oktober 1855 in Düsseldorf; † 9. August 1916 in Bad Nauheim) war ein deutscher Fotograf und Kunstsammler.

## Leben

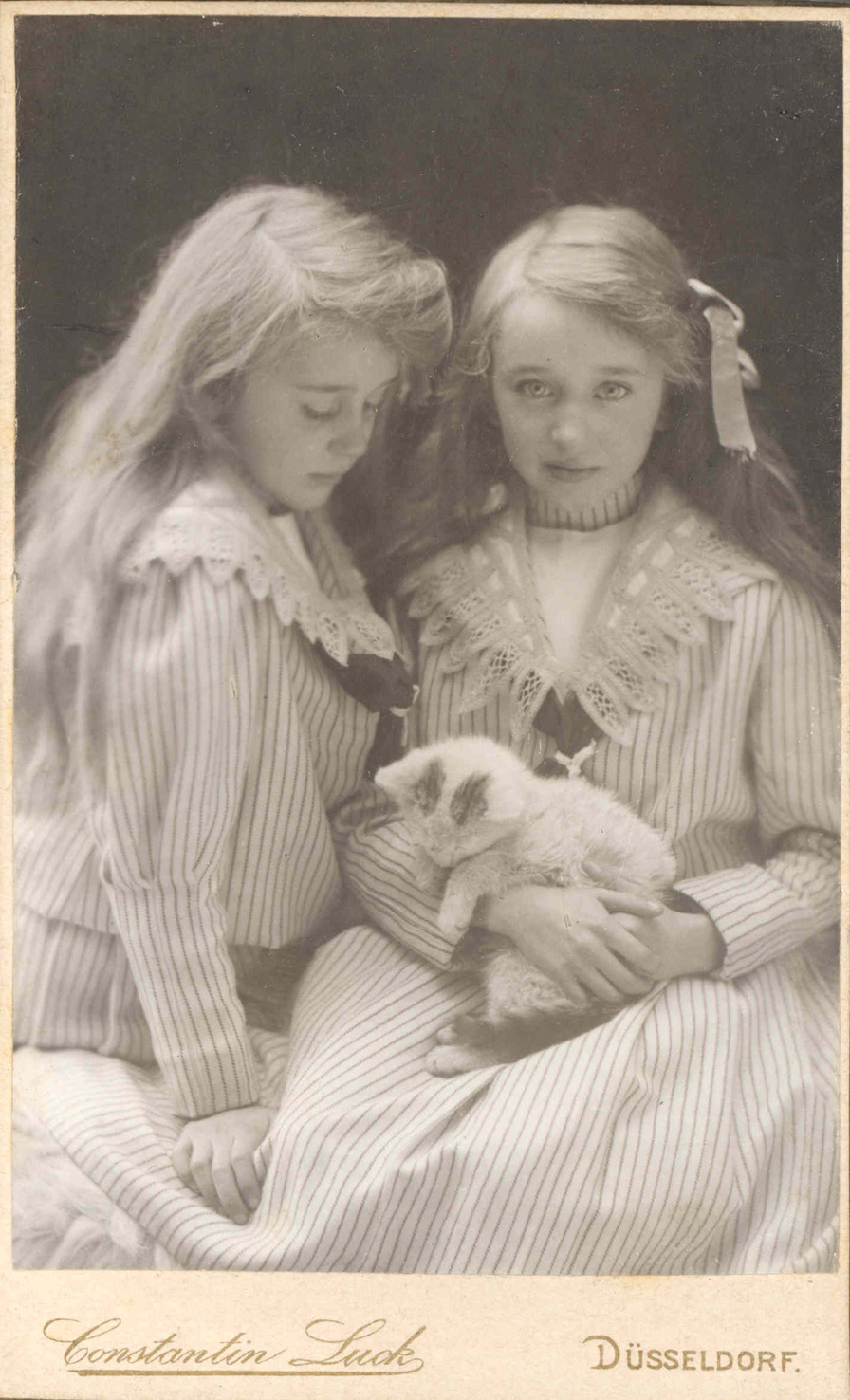
Porträt zweier Mädchen mit Kätzchen

Ab etwa 1889 ist Constantin Luck als Fotograf in Düsseldorf greifbar, zu Anfang der 1890er Jahre als Partner des Fotografen Friedrich Haarstick. Bis 1915 führte er ein „Photographisches Atelier“ in der Viktoriastraße 14, später Viktoriastraße 26, in Düsseldorf. Er gehörte dem Künstlerverein Malkasten an und zählte viele Maler der Düsseldorfer Schule zu den Kunden seiner Porträtfotografie. Am 30. November 1895 heiratete er Susanna „Susi“ Giwer, die die Tochter Irmgard gebar. Lucks Nachlass, darunter seine Sammlung zeitgenössischer Kunst, wurde in den Jahren 1916 und 1917 versteigert. Sein Fotoatelier wurde 1917 von Anne Winterer übernommen.